# Adú
Adú (anteriormente llamada Un mundo prohibido) es una película española dramática de 2020 dirigida por Salvador Calvo, protagonizada por Luis Tosar, Álvaro Cervantes, Anna Castillo y Moustapha Oumarou y producida por Mediaset España.

## Sinopsis
En un intento desesperado por alcanza Europa y agazapados ante una pista de aterrizaje en Camerún, un niño de seis años y su hermana mayor esperan para colarse en las bodegas de un avión. No demasiado lejos, un activista medioambiental contempla la terrible imagen de un elefante, muerto y sin colmillos. No solo tiene que luchar contra la caza furtiva, sino que también tendrá que reencontrarse con los problemas de su hija recién llegada de España. Miles de kilómetros al norte, en Melilla, un grupo de guardias civiles se prepara para enfrentarse a la furibunda muchedumbre de subsaharianos que ha iniciado el asalto a la valla. Tres historias unidas por un tema central, en las que ninguno de sus protagonistas sabe que sus destinos están condenados a cruzarse y que sus vidas ya no volverán a ser las mismas.

## Reparto
- Luis Tosar como Gonzalo.
- Álvaro Cervantes como Mateo.
- Anna Castillo como sv Sandra.
- Moustapha Oumarou como Adú.
- Miquel Fernández como Miguel.
- Jesús Carroza como Javi.
- Adam Nourou como Massar.
- Zayiddiya Dissou como Alika.
- Ana Wagener como Paloma.

- Issaka Sawadogo como Kebila.
- Bella Agossou como Safí.
- Josean Bengoetxea como Comandante Guardia Civil.
- Eliane Chagas como Leke.
- Koffi Gahou como Neko.
- Belén López como Funcionaria ONU.

## Contexto histórico
En el año 2018, 64.120 personas cruzaron la frontera y llegaron a España de manera irregular, por tierra o por mar, sin embargo en el año 2019 la cifra disminuyó hasta las 33.261 personas. La caída de llegadas a España a bordo de 1.194 pateras no se ha traducido en una caída de las llegadas de menores. Tanto acompañados por familiares como no, el desembarco de menores sigue creciendo: de los 7.053 que llegaron en 2018 se ha pasado a 8.066 en 2019, según datos contabilizados por la APDHA. Eso ha implicado que el porcentaje de niños y adolescentes, mayoritariamente marroquíes, haya crecido hasta el 29,96% del total de los migrantes.

## Sobre la película
La idea de la película surgió durante el rodaje de Los últimos de Filipinas en Santa Lucía de Tirajana, en Canarias. Cerca de allí había un centro de CEAR (Comisión Española de Ayuda al Refugiado) donde la pareja de Calvo estuvo colaborando como voluntario durante el tiempo del rodaje. De su experiencia con inmigrantes que llegaban de África en pateras, trajo muchos relatos espeluznantes sobre lo que les pasaba a los niños (desde violaciones a tráfico de órganos) y al compartirlos con el director nació la necesidad de realizar una película. Al terminar la película, contactó con su guionista habitual, Alejandro Hernández, con el que empezó a idear una road movie hacia Europa, una especie de Huckleberry Finn sobre dos chicos africanos.
Calvo decidió volver a contar con los actores Luis Tosar y Álvaro Cervantes, con los que había compartido el proyecto desde sus inicios, y conformar un equipo con el que se iba a llevar bien, como su montador, Jaime Colis, y Roque Baños para la banda sonora. En medio de los preparativos los puso a todos a prueba realizando el cortometraje Maras, un trabajo que no tuvo remuneración. El casting de los niños fue complicado; para el papel de Massar escogieron a un joven actor francés, Adam Nourou, pero hasta encontrar al niño Moustapha Oumarou, la responsable del casting, Cendrine Lapuyade, especializada en casting de calle, estuvo buscando por diversos pueblos de Benín.
No pensaban que fuera a ser un proyecto 100% rentable y seguro, por lo que se vieron obligados a ajustar el guion al presupuesto del que disponían y tuvieron que prescindir de escenas más ambiciosas, como el salto de la valla de Melilla. La película fue un éxito tanto de crítica como de público. En el primer fin de semana tras el estreno había recaudado más de un millón de euros en España, y fue la segunda película española más taquillera del año 2020, con 6,5 millones de euros de recaudación.

## Premios y nominaciones
| Premio                                    | Categoría                                                                | Receptor(es) | Resultado |
| ----------------------------------------- | ------------------------------------------------------------------------ | ------------ | --------- |
| Premios Goya (2021)                       |                                                                          |              |           |
| Mejor película                            | Adú                                                                      | Nominada     |           |
| Mejor dirección                           | Salvador Calvo                                                           | Ganador      |           |
| Mejor interpretación masculina de reparto | Álvaro Cervantes                                                         | Nominado     |           |
| Mejor actor revelación                    | Adam Nourou                                                              | Ganador      |           |
| Mejor guion original                      | Alejandro Hernández                                                      | Nominado     |           |
| Mejor montaje                             | Jaime Colis                                                              | Nominado     |           |
| Mejor canción original                    | «Sabadoo» de Cherif Badua y Roque Baños                                  | Nominado     |           |
| Mejor dirección de fotografía             | Sergi Vilanova                                                           | Nominado     |           |
| Mejor dirección artística                 | César Macarrón                                                           | Nominado     |           |
| Mejor maquillaje y peluquería             | Elena Cuevas, Mara Collazo y Sergio López                                | Nominados    |           |
| Mejor dirección de producción             | Ana Parra y Luis Fernández Lago                                          | Ganadores    |           |
| Mejor sonido                              | Eduardo Esquide, Jamaica Ruíz García, Juan Ferro y Nicolas de Poulpiquet | Ganadores    |           |
| Mejores efectos especiales                | Raúl Romanillos y Míriam Piquer                                          | Nominados    |           |
| Medallas del CEC de 2020                  |                                                                          |              |           |
| Mejor película                            | Adú                                                                      | Nominada     |           |
| Mejor director                            | Salvador Calvo                                                           | Nominado     |           |
| Actor revelación                          | Adam Nourou                                                              | Nominado     |           |
| Actor revelación                          | Moustapha Oumarou                                                        | Nominado     |           |
| Mejor guion original                      | Alejandro Hernández                                                      | Nominado     |           |
| Mejor música                              | Roque Baños                                                              | Ganador      |           |
| Mejor fotografía                          | Sergi Vilanova                                                           | Nominado     |           |
| Mejor montaje                             | Jaime Colis                                                              | Nominado     |           |